# Данисявичюс, Станисловас Ляонович
Станисловас (Стасис) Ляонович Данисявичюс (лит. Stasys Danisevičius; 17 сентября 1957, Паневежис — 13 мая 2024, Вильнюс) — советский и литовский футболист. Бывший игрок сборной Литвы.

## Биография

### Клубная карьера
Родился в 1957 году в городе Паневежис и является воспитанником местного спортинтерната. Игровую карьеру начинал в клубе второй лиги СССР «Атлантас», однако его статистика в этой команде неизвестна. В 1976 году перешёл в другой клуб второй лиги «Жальгирис», с которым в следующем сезоне стал победителем своей зоны и вышел в первую лигу.
В 1980 году Данисявичюс стал игроком смоленской «Искры», где сыграл 42 матча и забил 5 голов, но спустя один сезон вернулся в «Жальгирис». В 1982 году вместе с «Жальгирисом» стал чемпионом первой лиги и перешёл в высшую лигу, где выступал на протяжении трёх с половиной сезонов и провёл 98 матчей, в которых забил 12 голов. Покинув команду по ходу сезона 1986, полгода выступал за клуб первой лиги «Колос» (Никополь), а затем провёл ещё два года в «Атлантасе» из второй лиги.
В 1990 году, после выхода литовских клубов из советских лиг, Данисявичюс перешёл в «Панерис» с которым стал победителем регулярного чемпионата Литвы 1990 (первый розыгрыш чемпионата Литвы после восстановления независимости). После завершения игровой карьеры в 1993 году, стал президентом «Панериса» и работал в должности до 1998 года, когда клуб был расформирован из-за банкротства.

### Карьера в сборной
В составе сборной Литвы Данисявичюс провёл 5 матчей, все в 1992 году. Дебютировал за сборную 25 марта, отыграв первый тайм в товарищеской игре со сборной Польши. Также сыграл в двух матчах отборочного турнира чемпионата мира 1994 против Северной Ирландии и Албании и ещё в двух товарищеских матчах со сборными Беларуси и Словакии.
Умер 12 мая 2024 года в возрасте 66 лет.

## Достижения

### Командные
«Жальгирис»
- Победитель Второй лиги СССР (1 зона): 1977
- Победитель Первой лиги СССР: 1982

### Личные
- Лучший футболист Литвы: 1979, 1984
- Член символической сборной столетия литовского футбола (2018)[4]